# Pinnaspis muntingi
Pinnaspis muntingi är en insektsart som beskrevs av Sadao Takagi 1965. Pinnaspis muntingi ingår i släktet Pinnaspis och familjen pansarsköldlöss. Inga underarter finns listade i Catalogue of Life.